# Eduard Euler
Pour les articles homonymes, voir Euler (homonymie).

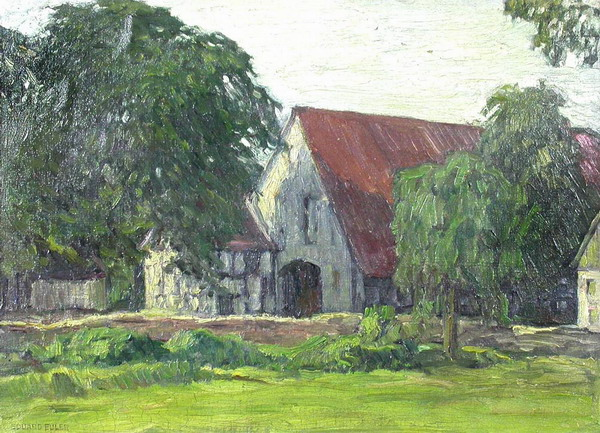
Ferme dans le Niederrhein.

Eduard Euler (né le 19 août 1867 à Düsseldorf, mort le 19 août 1931 dans la même ville) est un peintre allemand.

## Biographie
Son père Otto Euler est avocat à Düsseldorf, conseiller juridique, membre du conseil municipal de la ville entre 1879 et 1908. À la fin, il fait partie de la direction du Zentrum.
Sa mère Marie Henriette Bendemann est la fille du peintre Eduard Bendemann et la petite-fille Johann Gottfried Schadow. Elle meurt peu après la naissance de son fils Johannes en 1874.
À 21 ans, il entre à l'académie des beaux-arts de Düsseldorf et est l'élève d'Eugen Dücker. En 1893, il va à l'académie des beaux-arts de Karlsruhe auprès de Gustav Schönleber.
Euler termine ses études en 1900 et s'installe à Merano. Outre ses voyages dans les montagnes et au lac de Garde, à Riva del Garda, il entreprend entre 1901 et 1904 plusieurs voyages d'études dans le nord de l'Allemagne et au bord de la mer du Nord (Worpswede, Cuxhaven).
Outre les paysages dans ses peintures à l'huile, Euler s'intéresse ensuite de plus en plus à la lithographie.
En 1914, il revient vivre en Allemagne et s'installe dans sa ville natale.